# Tipula (Microtipula) icasta
Tipula (Microtipula) icasta is een tweevleugelige uit de familie langpootmuggen (Tipulidae). De soort komt voor in het Neotropisch gebied.